# Aeropuerto de Yakutsk
El Aeropuerto de Yakutsk (en ruso: Аэропо́рт Яку́тск, en yakuto: Дьокуускай Аэропорт) es un aeropuerto situado a 7 km al norte del centro de la ciudad de Yakutsk, Rusia. Cuenta con una pista de aterrizaje (una pista más antigua sirve como área de estacionamiento para aviones en desuso) y tiene una capacidad de 700 pasajeros por hora.
El aeropuerto es un importante centro regional en Siberia y el noreste de Rusia y es sede de cinco líneas aéreas regionales, incluyendo Yakutia Airlines, Polar Airlines y Sakha Avia. Debido a la extrema climatología de la región, el de Yakutsk es el único aeropuerto del mundo con campo de pruebas para las nuevas aeronaves a bajas temperaturas.

## Historia
La construcción del aeropuerto se inició en 1931 y fue utilizado como una parada en las rutas aéreas ALSIB Alaska-Siberia por aviones norteamericanos que volaban a Europa durante la Segunda Guerra Mundial. En 1935 comenzó el servicio de transporte aéreo entre Yakutsk y la zona minera de oro de Aldan. Se construyeron pistas de aterrizaje e hidropuertos en los raiones de Namsky, Tattinsky, Churapchinsky y Amgunsky en Sangary y Churapche para conexión aérea con Yakutsk. El vuelo pionero Yakutsk - Sangary - Viliúisk en 1936 estableció la conexión con varios raiones de Viliúisk. El 8 de mayo de 1946 se construyó la terminal aérea de madera con un hotel, un restaurante, un departamento de operaciones, una torre de control del tráfico aéreo y una oficina de radio.
La actual terminal internacional fue construida en 1996. En el foro internacional sobre el control del tráfico aéreo que tuvo lugar en Yakutsk (RAKGAT-99) en 1999, el Yakutsk Aeropuerto fue elegido como un aeropuerto de alternativa para los vuelos a través de la ruta polar 4. La reconstrucción de revestimiento sobre la segunda pista pavimentada comenzó en ese mismo año.

## Aerolíneas y destinos
| Aerolíneas                  | Destinos |
| --------------------------- | --- |
| Aeroflot                    | Moscú-Sheremetyevo |
| Aeroflot operado por Aurora | Vladivostok |
| Alrosa Mirny Air Enterprise | Lensk, Mirny |
| Angara Airlines             | Irkutsk, Novosibirsk |
| Polar Airlines              | Batagay, Belaya Gora, Cherskiy, Chokurdakh, Deputatskiy, Irkutsk, Lensk, Moma, Nyurba, Olekminsk, Olenek, Sakkyryr, Saskylakh, Srednekolymsk, Suntar, Tiksi, Ust-Kuyga, Ust-Maya, Ust-Nera, Verkhnevilyuisk, Vilyuisk, Zyryanka                                                                     |
| Nordwind Airlines           | Charter: Bangkok-Suvarnabhumi, Phuket, Nha Trang |
| S7 Airlines                 | Pekín-Capital, Irkutsk, Moscú-Domodedovo, Novosibirsk Temporal: Jabárovsk |
| Transaero Airlines          | Moscú-Domodedovo |
| Ural Airlines               | Novosibirsk, Yekaterinburgo |
| Yakutia Airlines            | Beijing-Capital, Blagoveschensk, Cherskiy, Chita, Harbin, Irkutsk, Jabárovsk, Krasnoyarsk-Yemelyanovo, Magadan, Mirny, Moscú-Vnukovo, Neryungri, Niigata, Novosibirsk, Omsk, San Petersburgo, Sapporo-Chitose, Seúl-Incheon, Sochi, Tokio-Narita, Ulan Bator, Ulán-Udé, Vladivostok, Yekaterimburgo |

## Accidentes e incidentes
El 4 de febrero de 2010, el vuelo 425 de Yakutia Airlines, operado por un Antonov An-24 RA-47360 sufrió un fallo de motor en el despegue del Aeropuerto de Oliókminsk. Durante el aterrizaje posterior, la proa y puerto principal del tren de aterrizaje se replegaron, causando daños considerables a la aeronave.